# Reichsnotariatsordnung
Die Reichsnotariatsordnung von 1512 ist eine historische Rechtsquelle des deutschen Notariats, einheitliche Rechtsgrundlage im gesamten damaligen Reichsgebiet, eine Rahmengesetzgebung. Die Wirkung war als Folge des Verfalls der Reichsautorität und der wachsenden Macht der Fürsten gering geblieben.

## Geschichte
Die vorherigen rechtlichen Regelungen des Notariats gab es in der Reichskammergerichtsordnung von 1495.
Seit dem 15. Jahrhundert löste es sich aus dem Umfeld der geistlichen Gerichtsbarkeit, ohne sich jedoch gegen die Praxis der Besiegelung als vorrangiger Beglaubigung von Urkunden durchsetzen zu können.
Am 8. Oktober 1512 versuchte Kaiser Maximilian I. das Notariatswesen legislatorisch zu fassen, nicht zuletzt unter dem Einfluss der Rezeption.